# Mikuni Kaidō
Le Mikuni Kaidō (三国街道) est une ancienne route du Japon qui s'étendait de Takasaki-shuku (à présent préfecture de Gunma) sur le Nakasendō à Teradomari-juku (à présent préfecture de Niigata) sur le Hokuriku Kaidō.

## Histoire
Le Mikuni séparait le Kantō de la province d'Echigo dans l'ancien Japon. À ce titre, il constituait un centre de communication majeur pour les voyageurs circulant entre ces deux zones. Le Mikuni Kaidō fut établi durant la période Edo en vue d'aider les daimyōs qui participaient au sankin kōtai qui les obligeait à résider pendant un an à Edo.
En 1902 fut construite la ligne Shin'etsu, la première ligne de chemin de fer dans cette région. En conséquence, l'économie de nombreuses villes portuaires commença à décliner. La zone entre Nagaoka et Yuzawa continua cependant à être prospère car le terrain plat permettait le maintien de l'agriculture. Il n'y avait malgré tout que très peu de trafic dans la zone du Mikuni.
En 1953, à un moment où les voitures devenaient plus nombreuses et les transports à longue distance plus fréquent, le trafic crût considérablement dans cette zone. Comme il était très incommode pour les voitures circulant entre les régions de Kantō et d'Echigo de suivre les méandres de la voie ferrée, la préfecture entreprit de grands travaux de réparation et de construction tout au long du Mikuni Kaidō.

## Route moderne
Le tracé du Mikuni Kaidō est suivi de nos jours par une grande partie de la Route nationale 7 ou par des portions de l'autoroute Kan-Etsu ainsi que par la ligne Shinkansen Jōetsu qui parcourt la région de Kantō jusqu'à Niigata.

## Stations du Mikuni Kaidō
Il y a 35 stations le long du Mikuni kaidō.

### Préfecture de Gunma

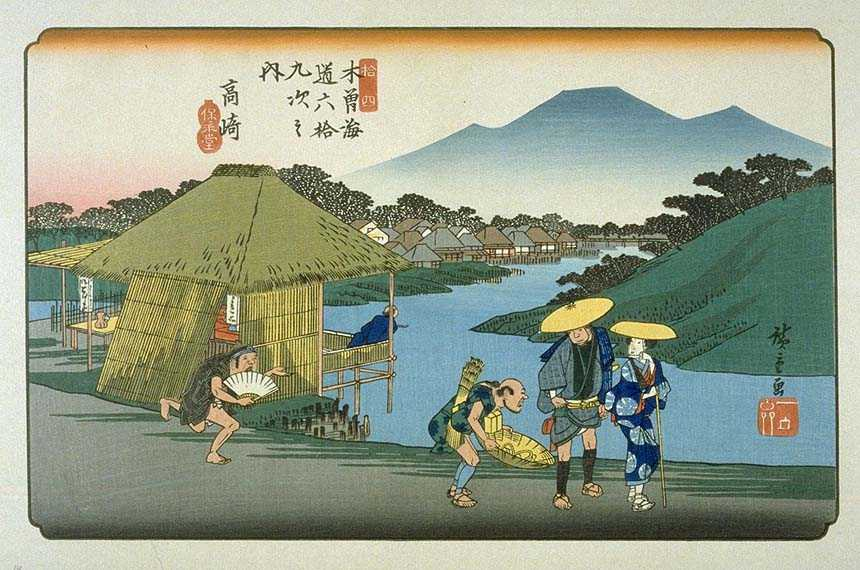
Takasaki-shuku, estampe de Hiroshige de la série des Soixante-neuf Stations du Kiso Kaidō

Point de départ :
1. Takasaki-shuku (高崎宿) (Takasaki)
2. Kaneko-shuku (金古宿) (Takasaki)
3. Shibukawa-shuku (渋川宿) (Shibukawa)
4. Kanai-shuku (金井宿) (Shibukawa)
5. Kitamoku-shuku (北牧宿) (Shibukawa)
6. Yokobori-shuku (横堀宿) (Shibukawa)
7. Nakayama-shuku (中山宿) (Takayama, district d'Agatsuma)
8. Tsukahara-shuku (塚原宿) (Minakami, district de Tone)
9. Shimoshinda-shuku (下新田宿) (Minakami)
10. Fuse-shuku (布施宿) (Minakami)
11. Ima-shuku (今宿) (Minakami)
12. Sukawa-shuku (須川宿) (Minakami)
13. Aimata-shuku (相俣宿) (Minakami)
14. Sarugakyō-shuku (猿ヶ京宿) (Minakami)
15. Fukuro-shuku (吹路宿) (Minakami)
16. Nagai-shuku (永井宿) (Minakami)

### Préfecture de Niigata
17. Asagai-shuku (浅貝宿) (Yuzawa, district de Minamiuonuma)
18. Futai-shuku (二居宿) (Yuzawa)
19. Mitsumata-shuku (三俣宿) (Yuzawa)
20. Yuzaka-shuku (湯沢宿) (Yuzawa)
21. Seki-shuku (関宿) (Minamiuonuma)
22. Shiozawa-shuku (塩沢宿) (Minamiuonuma)
23. Muikamachi-shuku (六日町宿) (Minamiuonuma)
24. Itsukamachi-shuku (五日町宿) (Minamiuonuma)
25. Urasa-shuku (浦佐宿) (Minamiuonuma)
26. Horinouchi-shuku (堀之内宿) (Uonuma)
27. Kawaguichi-shuku (川口宿) (Nagaoka)
28. Myōken-shuku (妙見宿) (Nagaoka)
29. Muikaichi-shuku (六日市宿) (Nagaoka)
30. Nagaoka-shuku (長岡宿) (Nagaoka)
31. Yoita-shuku (与板宿) (Nagaoka)
32. Jizōdō-shuku (地蔵堂宿) (Tsubame)
33. Sekinakashima-shuku (関中島宿) (Tsubame)
34. Watabe-shuku (渡部宿) (Tsubame)
Point d'arrivée : 
35. Teradomari-shuku (寺泊宿) (Nagaoka)